# Jörg-Peter Weigle

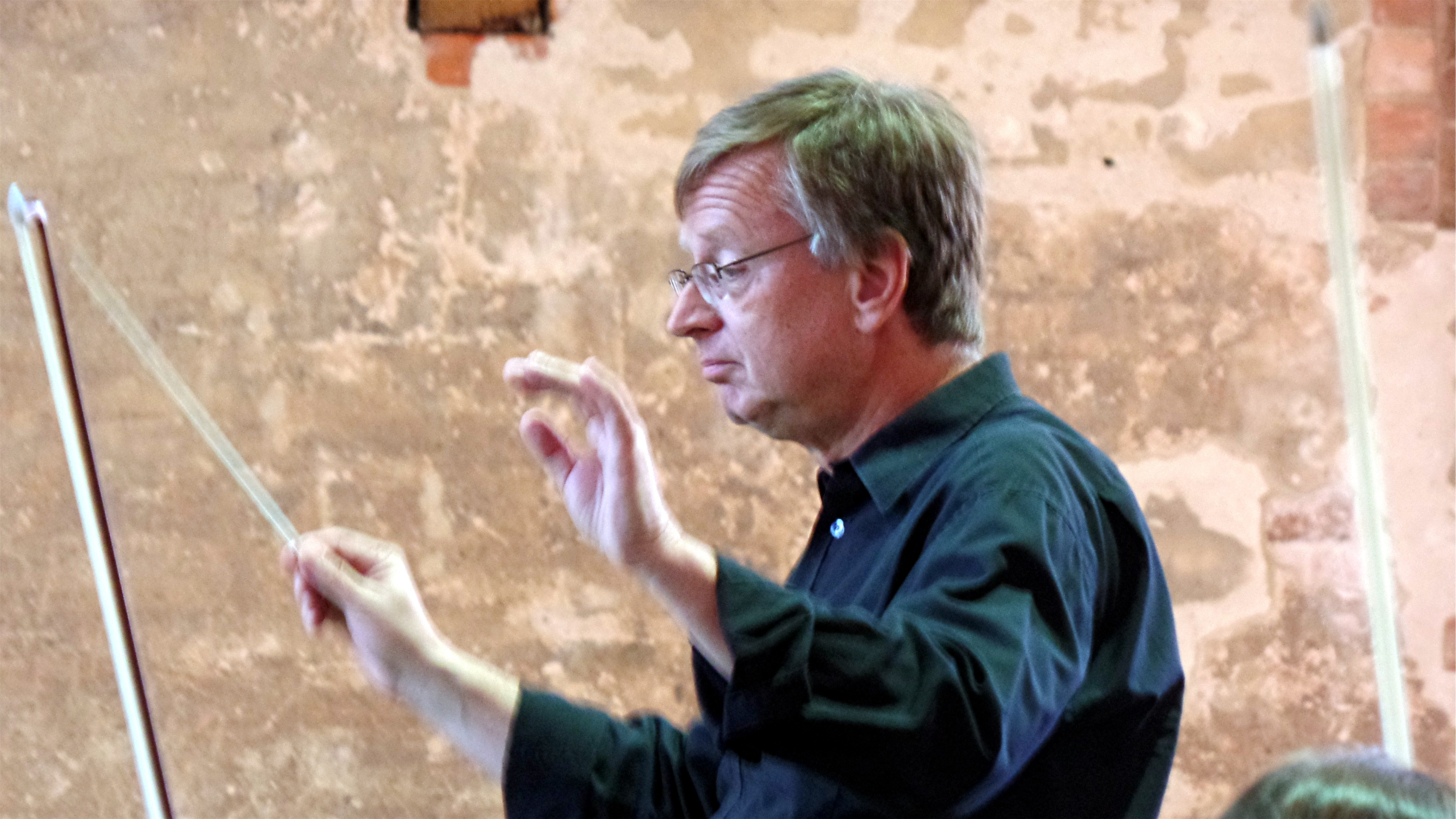
Jörg-Peter Weigle bei einer Probe vor Konzertbeginn am 23. Juni 2019 in der Klosterruine Chorin anlässlich des Choriner Musiksommers 2019

Jörg-Peter Weigle (* 28. März 1953 in Greifswald) ist ein deutscher Dirigent und Chordirigent und lebt in Berlin.

## Leben
Jörg-Peter Weigle wuchs in Anklam auf. Er ist das jüngste von sechs Kindern des Pfarrers Theodor Weigle (1903–2001) und dessen Ehefrau Hildegard (1910–2005). Er erhielt seine musikalische Ausbildung bereits von 1963 bis 1971 beim Leipziger Thomanerchor. Von 1973 bis 1978 studierte er an der Hochschule für Musik Hanns Eisler Berlin bei Horst Förster (Dirigieren), Dietrich Knothe (Chorleitung) und Ruth Zechlin (Kontrapunkt). Er vervollständigte seine Ausbildung durch die Teilnahme am Weimarer Musikseminar 1976 bei Kurt Masur sowie beim Internationalen Meisterkurs in Wien 1978 bei Witold Rowicki.
Von 1977 bis 1980 war Jörg-Peter Weigle Dirigent am Staatlichen Sinfonieorchester Neubrandenburg, 1980 bis 1988 leitete er den Rundfunkchor Leipzig (ab 1985 als Chefdirigent). Mit der Spielzeit 1986/87 wurde er zum Chefdirigenten der Dresdner Philharmonie berufen. Von da an führten ihn Konzertreisen durch Europa, Nord- und Südamerika sowie nach Japan. Er gastierte im In- und Ausland, z. B. bei der Staatskapelle Dresden, verschiedenen Rundfunkorchestern in Deutschland und Schweden sowie bei den Bamberger Symphonikern. Ab September 1991 dirigierte Weigle in verschiedenen Produktionen der Komischen Oper Berlin (u. a. die Uraufführung von „Antigone oder die Stadt“ von Georg Katzer) sowie an der Dresdner Semperoper.
Von 1995 bis 2003 war Jörg-Peter Weigle Chefdirigent und Künstlerischer Leiter der Stuttgarter Philharmoniker. Mit diesem Orchester unternahm er Tourneen durch Europa sowie durch Nord- und Südamerika.
Von 1994 bis 2000 arbeitete Jörg-Peter Weigle an der Hochschule für Musik Carl Maria von Weber Dresden als Leiter des Hochschulorchesters. 1995 erhielt er dort eine Honorarprofessur. Darüber hinaus gastierte er immer wieder auch bei professionellen Chören. So produzierte er mit dem Chor des Bayerischen Rundfunks a-cappella-Werke und leitete chorsinfonische Konzerte. Beim Chor und Orchester des NDR Hamburg dirigierte er Rossinis Stabat Mater und Verdis Quattro pezzi sacri, mit der NDR Radiophilharmonie Hannover und dem NDR-Chor Max Bruchs Die Glocke (Oratorium nach Das Lied von der Glocke von Friedrich Schiller, op. 45), die er 2014 mit dem Philharmonischen Chor in der Berliner Philharmonie erneut zu Gehör brachte. Im Jahr 2000 wurde er zum ersten Mal zu einem Konzert mit dem RIAS Kammerchor in Berlin eingeladen.
Im Oktober 1999 dirigierte Jörg-Peter Weigle die h-Moll-Messe von Johann Sebastian Bach beim Philharmonischen Chor Berlin, dessen künstlerischer Leiter er von 2003 bis 2025 wurde.
Von 2001 bis 2017 war er Professor für Chordirigieren an der Hochschule für Musik Hanns Eisler in Berlin, vom 1. April 2008 bis zum 31. März 2012 deren Rektor und hatte vom 1. April 2014 bis zum 31. August 2014 die kommissarische Leitung der Hochschule inne.
Vom 1. September 2018 bis 31. Juli 2025 war er Chefdirigent des Brandenburgischen Staatsorchesters in Frankfurt (Oder).

## Tonaufnahmen
- Leipziger Rundfunkchor: Einstudierungen u. a. für Colin Davis, Kurt Masur, Neville Marriner, James Levine. Marek Janowski, a-cappella Aufnahmen mit Männerchor
- Dresdner Philharmonie: Werke von Reger, Albeniz, Ravel, Mozart (sämtliche Hornkonzerte mit Sebastian Weigle)
- Münchner Rundfunkorchester: Werke von Mozart (Arien und Ensembles für Philips – Gesamtaufnahme), Orff, „König Ödipus“,
- Stuttgarter Philharmoniker: Sinfonien von Hans Huber,
- Brandenburgischen Staatsorchester Frankfurt Oder: Werke von Paul Büttner, Georg Schumann und Emil Nikolaus von Reznicek.
- Radiophilharmonie Hannover: Felix Draeseke, Gesamtaufnahme der Symphonien

## Privates
Jörg-Peter Weigle hat mit seiner Ehefrau Christiane drei Kinder, Andreas Weigle, Barbara Glücksmann, Dominik Weigle. Der Dirigent Sebastian Weigle und der im Juli 2015 verstorbene Bratschist Friedemann Weigle (Artemis Quartett) sind seine Neffen.

## Auszeichnungen
- 1984 Preis der Kulturjournalisten in Leipzig
- Am 26. Mai 1997 wurde ihm von Landtagspräsident Erich Iltgen die Sächsische Verfassungsmedaille verliehen.
- Am 1. Mai 2017 erhielt er den Georg-Friedrich-Händel-Ring des Verbandes Deutscher KonzertChöre (VDKC)[1]
- am 22. Juni 2017 die Geschwister-Mendelssohn-Medaille[2]